# مقابلین
المقابلین (به عربی: المقابلین) یک منطقهٔ مسکونی در اردن است که در استان عمان واقع شده‌است.